# Club Patinatge Artístic Olot
El Club Patinatge Artístic Olot, abreujat com a CPA Olot, és un club esportiu català de patinatge artístic sobre rodes d'Olot que està orientat a la pràctica i difusió del patinatge artístic. El club utilitza el Pavelló Municipal d'Esports d'Olot. El club ha quedat diverses vegades en primera posició de la prova de grups de xou grans del Campionat del Món de patinatge artístic. En són exemples el 2004 a Fresno, el 2005 a Roma, el 2006 a Múrcia, el 2007 a Gold Coast, el 2009 a Friburg, el 2010 a Portimão, el 2013 a Taipei, el 2014 a Reus, el 2015 a Cali, el 2016 a Novara, el 2017 a Girona, el 2018 a Mouilleron-le-Captif, el 2021 a Asunción i el 2023 a Ibagué.

## Palmarès
- 14 Campionats del Món (2004, 2005, 2006, 2007, 2009, 2010, 2013, 2014, 2015, 2016, 2017, 2018, 2021 i 2023)[2][10]